# Multiplices inter
Multiplices inter est une allocution prononcée par Pie IX le 25 septembre 1865. Le pape y condamne sans réserve la franc-maçonnerie et interdit aux catholiques de participer aux loges maçonniques.
En 1851, Pie IX avait publié un bref sous le même titre ; en 1870, il publie une bulle qui porte elle aussi le titre de Multiplices inter.

## Présentation
Cette allocution se situe moins d'un an après la publication de l'encyclique Quanta cura et du Syllabus, deux textes datés du 8 décembre 1864 et condamnant le « modernisme ».
Elle commence par cette phrase :

« Parmi les nombreuses machinations et les moyens par lesquels les ennemis du nom chrétien ont osé s’attaquer à l’Église de Dieu et ont essayé, quoiqu’en vain, de l’abattre et de la détruire, il faut sans doute compter cette société perverse d’hommes, vulgairement appelée maçonnique, qui, contenue d’abord dans les ténèbres et l’obscurité, a fini par se faire jour ensuite, pour la ruine commune de la religion et de la société humaine. »